# LiveJournal
LiveJournal（LJと略記）は、インターネットユーザーがブログ、記事（ジャーナル）、日記を掲載し保持できる仮想共同体の一種。LiveJournalはまた、自由かつオープンソースのサーバソフトウェアの名称でもあり 、前述の仮想共同体であるLiveJournalのために設計された。LiveJournalは、WELLのような自己完結型コミュニティという側面と、ソーシャル・ネットワーキング・サービスとしての側面を持つ。
LiveJournalは1999年4月15日、Brad Fitzpatrick が高校の友人に自分が最近何をしているかを常に知らせる手段として立ち上げたものである。2005年1月、Fitzpatrick が創設したLiveJournal運営企業 Danga Interactive をブログソフトウェア企業シックス・アパートが買収した。
2007年12月2日、シックス・アパートはLiveJournalをSUPに売却することを発表した。SUPはロシアのメディア企業で、ロシアでのLiveJournalブランドとソフトウェアの使用権を以前から取得していた。新オーナーとなったSUPはサービス更新計画を発表し、LiveJournalコミュニティと話し合い、新たな広告商品を立ち上げることを発表した。実際の作業は新たに設立されたアメリカを本拠地とする企業  LiveJournal, Inc. が行う。
2009年1月6日、LiveJournalはサンフランシスコの従業員の一部を解雇し、製品の設計開発の拠点をロシアに移すことを発表した。
2009年4月22日、ロシア大統領ドミートリー・メドヴェージェフは自身のブログをLiveJournal内に開設した。

## 機能・特徴
- 各記事エントリには専用ウェブページがあり、他のユーザーがそこにコメントを残すことができる。さらに、各ユーザーは記事ページ（「直近のエントリ」など）を持ち、そのユーザーの最新記事エントリ群を表示し、コメントページへのリンクもある。
- LiveJournal固有の機能として「友達リスト (friends list)」がある。これによりLiveJournalは単なるブログサービスではなく、ソーシャルネットワーキング的性格を持っている。友達リストによって様々なシンジケーションとプライバシー・サービスが可能となっている（後述）。各ユーザーは友達ページを持ち、そこに当人の友達リストにある人々の最新記事エントリが集められている。
- LiveJournalでは、いくつかの方法でユーザーが自身のアカウントをカスタマイズできる。S2というプログラミング言語を使えば、記事のテンプレートを修正できる。"userpics" というアバター用画像をアップロードすれば、ユーザー名の隣の目立つ場所にそれが表示される。有償サービスを利用するユーザーの場合、S2管理への完全なアクセスやさらなる userpics といった追加機能を利用できる。
- 各ユーザーに対応して "User Info" ページがあり、連絡先、経歴、画像（外部サイトのリソースへのリンク）、友達のリスト、趣味、参加コミュニティ、出身校または通っている学校などの情報を掲載できる。
- 有償ユーザーや後援ユーザーについて "voice posts" という機能があり、音声のエントリを残すことができる。
- 現在、LiveJournalには5段階のアカウントレベルがある。
  - Basic（ベーシック）: 約95%はこのレベルを使用。2008年3月12日まで広告は表示されなかったが、2008年8月にBasicアカウントの登録を再開した際、ログインしていないユーザーがBasicアカウントのページを閲覧した場合に広告を表示するようになった[10]。
  - Early Adopter（先行）: 2000年9月中ごろ以前にアカウント登録したもの
  - Plus（プラス）: 広告が表示されるが、無料で有償アカウントとほぼ同等の機能を使える。
  - Paid（有料）: 有償アカウント。
  - Permanent（永久）: スタッフやこれまでLiveJournalコミュニティに多大な貢献をしたユーザーに与えられるアカウント。これまで、このアカウントが販売されたこともあるが、今後もそういうことがあるかは不明。

## ソーシャル・ネットワーキング
LiveJournalでのソーシャルネットワークは4種類のユーザー間の関係を基本とする。2人のユーザーは、全く関係ない状態、互いの友達リストに掲載している状態、どちらか一方が相手を一方的に友達リストに掲載し "friend" とする状態（自分と相手の2種類）のいずれかの関係である。LiveJournalでは、誰かを友達リストに掲載することを表す動詞としても "friend" という単語を使う。
LiveJournal での "friend" という言葉は一種の専門用語だが、一般に "friend"（友達）という言葉は多くの人々にある種の感情を抱かせるため、このような用法を続けるべきかについては様々なLiveJournalコミュニティで議論されている（lj_dev、lj_biz、suggestions など）。
友達のユーザーリスト（friends list または flist）には、個人ユーザーだけでなくコミュニティやRSSフィードも含まれていることが多い。一般に "friending" によって友達となったユーザーは保護されたエントリを読めるようになり、その友達のエントリがユーザーの「友達ページ (friends page)」に現れるようになる。友達のグループ "friends groups" を作ることもでき、その場合はこれらの機能ももっと複雑な振る舞いをするようになる。

### プライバシー
LiveJournalは、記事に対して検索エンジンがインデックス付けする可能性を低減させるオプションを持っている。しかし、そのようなインデックス付けの可能性を完全に回避するには、そのエントリのセキュリティを投稿時に "friends only" 以上にする必要がある。あるエントリを誰でも読める状態で投稿し、後でセキュリティレベルを高くしても、その間に検索エンジンがインデックス付けする可能性がある。"friends only" というセキュリティオプションは、XangaやMySpaceで採用されていたもので、友達リストにある友達以外にはその投稿が見えないようにする。全ての投稿を friends only にしているユーザーもいる。LiveJournalでは、友達の中でさらに限定したグループを作成し、そのグループに属する友達だけが投稿を読めるようにするという設定もできる。
さらに "private" というセキュリティオプションを使えば、投稿者だけが読める投稿も可能である。この場合、LiveJournalはブログというよりも個人的な日記になる。
ユーザーは投稿を読める人を限定できると同時に、コメントできる人も制限できる。通常、その投稿を読める人なら誰でもコメントを残すことができる。投稿に対してコメントを完全に禁止することもできるし、検閲することもできる。検閲する場合、まず元の記事の投稿者だけがコメントを読むことができ、その人が承認したコメントだけを公開できる。これは、ログインしていない読者や友達でないユーザーのコメントにのみ適用することもできるし、全てのコメントを対象とすることもできる。その記事の所有者が設定すれば、コメントした人のIPアドレスを記録することもできる。
ユーザーは自分の friends of のリスト（友達リストにそのユーザーを登録しているユーザーのリスト）を一般に公開しないオプションを選択することもできる。この場合、友達リストのみが公開される。friends of を公開する場合、互いに相手を友達リストに登録しているユーザーについては、"friend"（友達）ではなく "mutual friend"（互いに友達）というカテゴリで表示される。なお、その後オプションの設定が変わり、プロフィールのページに表示しないオプションを選ぶのではなく、プロフィールに含めるというオプションを選択するようになっている。
有料アカウントの場合、過去のエントリのプライバシー設定をまとめて変更できる。ベーシックおよびプラスアカウントでは公式にはウェブ上でそのような操作はできず、1つずつ変更しなければならない。Livejournal Visibility Changer などのサードパーティ製クライアントを使えば、無料ユーザーでもそのような設定が可能である。

## コミュニティ

### ユーザー同士のやりとり
ほとんどのブログと同様、人々は互いの記事エントリにコメントでき、掲示板風のコメントのスレッドを生成できる。それぞれのコメントには個別にリプライでき、新たなスレッドを開始することもできる。無料ユーザーも含め、コメントには様々なオプションをセットできる。友達リストに登録されている人のコメントだけを受け付けるようにも設定できるし、匿名ユーザーのコメントのみブロックするよう設定することもできる（つまり、LiveJournalの登録ユーザーのみコメントできるような設定）。コメントを表示する前に様々な形で選別することもでき、コメントを禁止することもできる。また、登録してある電子メールアドレスに直接メッセージを送ることもできる。
さらに、LiveJournalでは「コミュニティ」（comms と略記される）と呼ばれるグループも作成できる。誰でもコミュニティに参加して投稿することができる。管理者 (maintainer) 付きのコミュニティも作ることができ、参加者や投稿を一般ユーザーが管理することもできる。
LiveJournalのある部分はユーザーの貢献やボランティアの努力に負うところが大きい。各種言語への翻訳もボランティアが行っているが、LiveJournalの管理側がこの努力に協力的でないため、あまり進んでいない。
LiveJournalソフトウェアの開発も、かつてはボランティアが積極的に参加していた。2003年2月から3月にかけて、必要とされる改良や改造を行ったボランティアに対して金銭を支払うことで開発を推進する Bazaar と呼ばれる動きもあった。Bazaar では毎月1回支払いが行われるはずだったが、1回目の支払いが行われただけで立ち消えとなり、管理側は1年後に終了を宣言するまで何も言及しなかった。
現在では、ボランティアがソフトウェアに関わる余地はどんどん減っており、開発要員をどんどん雇い入れ企業側の都合で開発するようになった。このためいくつかのフォークが生まれ、その多くはLiveJournalの suggestions というコミュニティで何度も提案されながら採用されなかった、ユーザーが欲しいと思っていた機能を追加している。

### 統計
2009年3月20日現在、LiveJournalには19,128,882のアカウントがある。そのうち、誕生日を公開しているユーザーの統計をとると、17歳から25歳の人が最も多く、29歳の人が例外的に多い。性別を明かしているユーザーのうち、3分の2は女性である。

#### 国別統計
LiveJournalは英語圏の利用者が最も多く、居住地を明かしているユーザーの中ではアメリカ合衆国の人が飛びぬけて多い。また、ロシアにもかなりのユーザーがいて、ロシアのインターネットではブロゴスフィアの全エントリの45%がLiveJournal上にある。次の表は、2009年3月20日現在のLiveJournal利用者の上位10カ国とそれぞれの利用者数である（ユーザーが自分で公開している情報に基づく）。
| アメリカ合衆国の旗 | アメリカ合衆国 |  | 3,961,797 | 67.45% |
| ロシアの旗         | ロシア         |  | 874,783   | 11.95% |
| カナダの旗         | カナダ         |  | 353,331   | 5.93%  |
| イギリスの旗       | イギリス       |  | 338,942   | 5.60%  |
| オーストラリアの旗 | オーストラリア |  | 162,473   | 2.62%  |
| シンガポールの旗   | シンガポール   |  | 136,436   | 1.77%  |
| ウクライナの旗     | ウクライナ     |  | 127,688   | 1.62%  |
| フィリピンの旗     | フィリピン     |  | 77,400    | 1.17%  |
| ドイツの旗         | ドイツ         |  | 68,039    | 1.07%  |
| 日本の旗           | 日本           |  | 49,438    | 0.82%  |

#### 男女別統計
以下の表は、性別によるユーザー数の統計である（2009年7月3日現在）。
| 女性       |  | 5,352,702 | 46.1% |
| 男性       |  | 2,781,888 | 24.0% |
| 性別未公開 |  | 3,472,846 | 29.9% |

これらは、情報が公開されているアカウントのみを対象としている。

### LiveJournalを利用している著名人
- ミュージシャン: ビリー・コーガン、モーマス、パラモア
- プロレスラー: CMパンク、スティーブ・コリノ、クリス・ヒーロー、サモア・ジョー、アレックス・シェリー
- 作家: エリザベス・ベア、トマス・M・ディッシュ、ロビン・ホブ、エレン・カシュナー、ジョージ・R・R・マーティン、ナオミ・ノヴィク、ピーター・ストラウブ、セルゲイ・ルキヤネンコ
- その他: ブラム・コーエン、ビル・ブラッドリー、ロマン・ダージ、ジョーネン・バスケス、ガルリ・カスパロフ、ボリス・ベレゾフスキー、

### Oh No They Didn't!
Oh No They Didn't または ONTD は、LiveJournalで最も人気のあるコミュニティで、約9万人の参加者がいる。有名人のゴシップを中心に扱っており、その投稿の多くは他のゴシップ関連ブログからの転載である。
2009年1月末、Oh No They Didn't! はLiveJournal上のジャーナルで初めて16,777,216(224)コメントを超えた（これは、従来LiveJournalでのコメント数の上限とされていた数である）。

### Frank the Goat
Frank the Goat はLiveJournalのマスコットである。LiveJournalのコミュニティでは実在する生き物のように扱われており、その略歴とジャーナルにもそれが反映されている。
LiveJournalの Voice Post サービスを使うと、時折 "Frank the Goat appreciates your call." という通知がある。これはランダムに発生する。
漫画家 Ryan Estrada が描いた Frank the Goat のコミックが毎週木曜日、"Frank: The Comic Strip" というコミュニティに投稿される。2009年7月現在、同コミュニティには8000人の参加者がおり、さらに7000人のユーザーが監視している。

## 論争と批判

### 招待システム
2001年9月2日から2003年12月12日まで、LiveJournalの成長は「招待コード」システムによって抑制されていた。これは、サーバのアーキテクチャが扱える範囲内にユーザー増加を抑えるための措置だった。既存ユーザーから招待コードをもらうか、有料アカウントで登録しないと新たなユーザー登録ができなかった（有料アカウントは期間を過ぎると無料のアカウントに移行する）。招待コードシステムは思いがけなくサイト上の不法行為を減らす効果があった。これは、複数の使い捨てアカウントを取得することを思いとどまらせる効果があったためである。招待コードシステムは、サイトのアーキテクチャに多大な改善がなされた後、解消された。
招待コードシステムの解消は、複雑な感情と若干の反対を巻き起こした。LiveJournalの管理側は常に招待コードシステムが一時的なものであると強調していたことを指摘した。

### "friend" という言葉
"friend"（友達）という言葉は、世間一般に通用する意味とLiveJournal特有の意味という二重の意味で使われている。個々のユーザーの友達リストには、実世界で会ったことがある本当の友人もいるだろうし、オンラインだけの友人、興味のあることが共通というだけの人、礼儀として入れている人（相手が友達リストに自分を入れたので、お礼として自分の友達リストに相手を入れる場合）などがいる。友達リストには社会的関係とは全く無関係なものも入っており、読んでいるジャーナルのリストだったり、何らかのコレクションだったり、パズルだったり、無関係なものということもある。
オンラインと実世界の交友関係の違いが競合したり、誰かを傷つけたり、誤解を生むことがある。LiveJournalの交友関係は必ずしも双方向ではなく、ユーザーはいつでも他のユーザーを友達にしたり、友達から外したりできる。
ロシアのLiveJournalコミュニティでは、френд （英語の friend をキリル文字化したもの）という言葉でLiveJournalでの "friend" を表し、本来の "friend" という意味のロシア語である "друг" は使わない。

### 不法行為予防チーム
LiveJournalの成長と共に、そこに掲載されるコンテンツ自体の問題が出てきた。他のサイトと同様、基本的な「利用規約」は存在する。利用規約はユーザーの表現の自由を尊重しつつ、スパム行為、著作権侵害行為、嫌がらせ行為などを禁じている。LiveJournalは不法行為予防チーム (Abuse Prevention Team) を結成し、利用規約違反、著作権侵害、法律違反などの問題に対処している。
不法行為予防チームが違反だと判定すると、そのユーザーに問題の素材の除去を要求するか（著作権侵害の場合）、複合的な問題の場合はジャーナルそのものを停止させる（例えば、アカウントの乗っ取り、複数の著作権侵害、児童ポルノなど）。素材の除去を要求した場合は、それを確認するまでそのジャーナルを一時停止させる。違反ユーザーには電子メールで停止が通知され、削除を要求する場合はその期限も通知される。ジャーナルを停止すると、そのユーザーがLiveJournal上で書いたものは他のユーザーのジャーナルへのコメントも含めて全て見えなくなるが、そのユーザーは停止中も素材をダウンロードできる。有料アカウントの規約違反ユーザーは停止期間中も利用料を返還されない。
2004年11月、不法行為予防チームの方針文書が外部に漏れ、若干の議論が起きた。その後、方針文書は公式にリリースされるようになった。
一部ユーザーが乳首や乳輪があらわになっている写真（赤ん坊に授乳している画像）をデフォルトの userpic としているのを、別のユーザーが不適切だとして削除を求めた際に別の論争が発生した。この小競り合いはPro-Momなどの母乳推進主義者 (lactivism) のグループを惹きつけ、それらグループがこの問題を広めてメディアの注目を集めさせようとした。LiveJournalはこれに対して、デフォルトの userpic として適切な内容に関するFAQを改訂した。現在の FAQ 111 では、ヌード画像はデフォルトの userpic には適さないとしている。以前は、性的内容の画像は不適切だとしていた。授乳シーンの画像は以前のFAQでは問題なかったし、現在のFAQでも「デフォルト」では不適切とされているだけである。なお、授乳シーンの画像はデフォルト以外では今でも利用可能で、投稿時に手動で指定すればよい。

### 脆弱性への対処
2005年1月、ウェブブラウザ側の脆弱性に対処するため、LiveJournalは緊急でユーザーアカウントの保持方法を変更した。攻撃しようとしたハッカーグループは後に 'Bantown' と判明した。約90万アカウントが乗っ取られる危険性があったという。

### 広告
2006年4月、LiveJournalは新たに、無料でありながら広告を表示することと引き換えに有料会員向けの機能の一部を利用できるアカウントを導入することを発表した。当初は "Sponsored+" と呼んでいたが、後に "Plus"（プラス）に改称した。
この発表は大論争を巻き起こした。2004年4月から2005年1月まで、LiveJournalは社会契約として「広告なし」を謳っていた。社会契約にはそれに続けて、「それは大きな不満かもしれないし、たいした収益ではないかもしれないが、いずれにしても我々のサービスまたはページにおいては、広告スペースを決して用意しないことを約束する」としていた。
もう1つの広告関連の論争として、2006年6月、Kpremium の広告がLiveJournalの広告ガイドラインに反して、マルウェアのインストールを開始し、オーストラリアとヨーロッパでユーザーのコンピュータ上でポップアップ広告を表示させるようになった。LiveJournalはその広告をウェブサイトから削除し、ユーザーに謝罪した。
2008年3月、LiveJournalは新規ユーザー登録の際にベーシックアカウントを選べないようにした。ベーシックアカウントは、機能セットは最小だが、広告なしで無料で利用できるアカウントである。しかし同年8月、LiveJournalは方針を転換してベーシックアカウントも指定すれば選択できるようにし、登録後にダウングレードできるようにした。だが、再開されたベーシックアカウントはもはや広告無しではなく、ログインしていない人がベーシックアカウントのジャーナルを見た場合、広告が表示されるようになっていた。

### アカウント停止についての議論
2007年5月、LiveJournalは約500のアカウントとコミュニティを停止し、これがCNETで「LiveJournalの数千の顧客の反乱」と評され、Warriors for Innocence といった活動家グループがウェブサイトに児童ポルノを掲載していたと報じられた。
シックス・アパートの代表取締役会長 Barak Berkowitz は、「我々はサイトやジャーナルのレビュー方針を再検討し、多くのジャーナルが我々の方針に適合せず、そのまま公開し続けるのは妥当ではないと判断した」と述べている。その後 Barkowitz はLiveJournalのニュースコミュニティに投稿し、謝罪しつつ停止後の予定を説明し、停止されたジャーナルはレビュー後にオンラインに戻される可能性もあるとした。特に彼は、これが通常のジャーナル停止の手順を踏んでいなかったことを認め、次のように述べた。
それらのジャーナルは容易に修正可能な問題で停止とされた……これはそのジャーナルやコミュニティの所有者と全くやり取りせずに決行された。それらのジャーナルは、レビュー実施中に誤りを生じないよう一時停止された。
主に反発したのは、コミュニティやジャーナルを停止させられたファン・フィクション作家たちで、彼らが興味のあるワードとして "incest"（近親相姦）や "non-con"（non-consensual、すなわち「合意のない（性行為）＝強姦」の意）といった単語を掲載していただけで停止になったと思われたからである。それらコミュニティは不法行為を奨励する内容ではなかったが、それ以上内容を精査しなかったと言われている。
単なるファンのコミュニティだけでなく、児童の性的虐待や強姦について議論しているものや、時には治療目的の相談を行っているものや文学的なものまで停止させられたということに、コミュニティは当初混乱した。
2007年5月31日、BerkowitzはLiveJournalのニュースコミュニティに、シックスアパートは停止させたジャーナルの半数を戻す作業をしていることを発表した。戻されるジャーナルは、ファンダム関係、フィクション関係、プロフィールに不適切な単語があっただけのもの、とされた。それ以前にCNETのインタビューに答えて Barkowitz は、1ダース以上のジャーナルが再開されるようなら「ショックを受ける」だろうと語っていた。
2007年7月19日、LiveJournalの Abe Hassen はLiveJournalのジャーナル停止ポリシーを明確化する声明を公開した。さらに2007年8月7日に声明が更新されている。

### 諮問委員会の選出
SUPは、LiveJournal運営の意思決定の支援のために諮問委員会を創設することを決定した。初代の委員には法律とテクノロジの専門家として、Danah Boyd、Esther Dyson、ローレンス・レッシグ、LiveJournal創業者 Brad Fitzpatrick が選ばれた。SUPはLiveJournal利用者の中からロシア人を1名と英語を母国語とする人を1名、委員に選出する予定としていた。英語話者の選挙は、票の水増し、利害の衝突、複数の脅迫といった問題が噴出した。投票用ソフトウェアの開発者は、票に水増しがあったとしてもおかしくないと述べた。

## シックスアパートへの売却

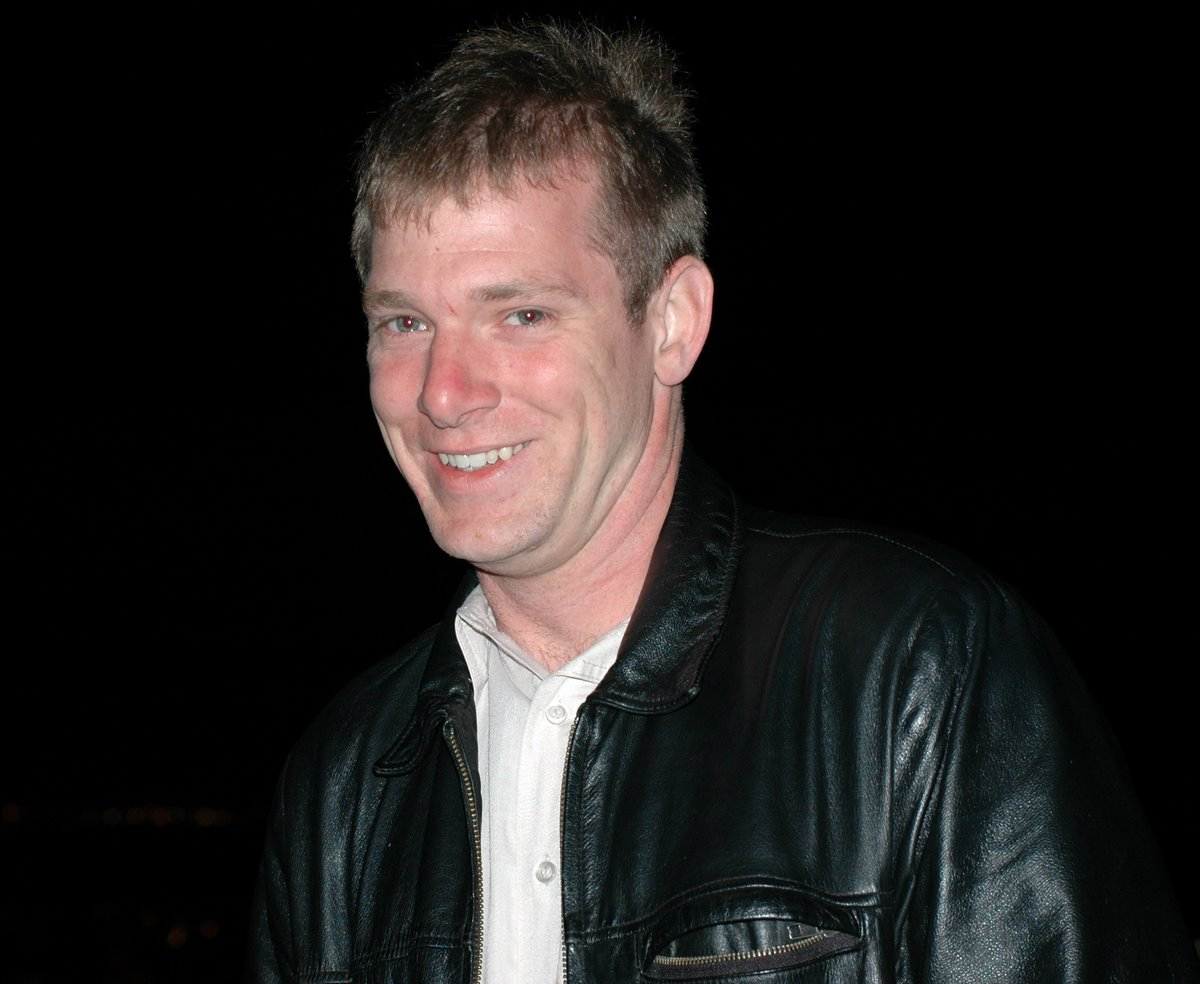
Brad Fitzpatrick

LiveJournalを運営していた Danga Interactive は、Brad Fitzpatrick が創業し所有していた。しかしLiveJournalの名が知られるようになるに連れ、Fitzpatrick には同社を買い取りたいという申し出が頻繁に入ってくるようになった。当初はそれらの申し出を断っていた。わが子のようなプロジェクトを、その基本原則（有料会員の会費で運営を賄い、広告を使わず、ボランティアがサポートする。また、自由ソフトウェア運動を支援する）も知らない者の手に渡したくないという考えからである。しかし、LiveJournalが巨大化するにしたがって Fitzpatrick は経営に時間を取られるようになり、サイトの技術的改善が手に付かなくなってきた。そのためFitzpatrickは買収話をもっと真剣に考慮するようになっていった。

### コミュニティの反応
シックス・アパートによるDanga買収の噂は、2005年1月4日、Business 2.0 誌のジャーナリスト Om Malik のブログで最初に取り上げられた。翌日にはLiveJournalの無料ユーザーにも会費を支払わせることになるという噂が流れたため、多数のユーザーが自分のジャーナルをバックアップしようとして、サイトの性能に影響を与えるほどになった。数時間後、Fitzpatrick は買収の噂が本当であることを認め、サイトの基本原則は買収後も変わらないことを保証した。また、彼とDangaの従業員が今後もLiveJournalを運営することを強調し、シックス・アパートが基本方針を変えないことを保証することを条件として買収に応じたとした。
Fitzpatrickのサポーターらは様々な主張に反論していった。彼らは LiveJournal を成り立たせているコードの大部分はオープンソースであり、GPLでライセンスされていることを指摘した。
最終的にFitzpatrickはサイトの経営面で疲れ果て、サービスをやめてしまうことまで考えていたことを明かし、「助けが得られなかったら、サイトを閉鎖していただろう」と述べた。
シックス・アパートによる買収が行われてから2年後（2007年）、Fitzpatrick がシックス・アパートを辞めてGoogleに移るという噂が流れた。2007年8月、Fitzpatrick はシックス・アパートを辞め、その後LiveJournalソフトウェアの開発には全く関与していない。しかし、上述したように LiveJournal, Inc. の諮問委員会の委員としてLiveJournal運営に再び関わるようになっている。

## SUPへの売却
LiveJournalはロシアで非常に人気が高く、そのためロシア企業 SUP がライセンス供与を受けてそのブランドのロシアでの使用権を得た。LiveJournalのロシアでの名称 ЖЖ（ZheZhe、Живой Журнал）は、ブログ一般を表す名詞として商標の普通名称化を起こし、70万人がアカウントを取得し、うち約30万人が活発に活動していた。買収の話は創業者 Brad Fitzpatrick の仲介によるものだった。しかし、SUP側はLiveJournalの本拠地とSUPの本拠地が離れていることに懸念を示した。また、SUPが買収することによって、コミュニティから人が逃げ出し、縮小するのではないかとの懸念もあった。これらの懸念はライセンス取引の際にもあり、売買契約の公表によって深まった。
SUPのアドバイザー Anton Nossik はサイトユーザーの批判に好意的には反応しなかった。2008年3月のインタビューで彼は一部のLiveJournalユーザーについて「我々を怖がらせ恐喝し、我々のビジネスを破壊しようとしている」とし、「彼らの目標は我々を酷評し、動揺させ、評判を悪くすることだ」と述べた。インタビューの中で彼は、そのようなことが続いても彼らの圧力に屈することはないし、最終的には報復すると予言した。

## LiveJournal Inc の創業
SUPによる買収に続き、サンフランシスコに新たに LiveJournal Inc. を創設し、LiveJournalの運営をアメリカ合衆国の法律に則って行うことが発表された。同社の経営は Yahoo から引き抜かれた Matt Berado が行う。

## 国際的展開
SUPによる買収後、同社はシンガポールとイギリスとインドでLiveJournalの成長が見込めるとした。この方針に沿って、LiveJournalはシンガポールやインドでの活動を活発化させている。

## LiveJournalエンジンで運用している他のサイト
LiveJournalが使っているソフトウェアは主にPerlで書かれたオープンソースのソフトウェアである。このため、LiveJournalソフトウェアを使って他のコミュニティが数多く立ち上げられている。当然ながら、機能やフォーマットはLiveJournalとよく似ている。しかし、利用規約はそれぞれ異なり、LiveJournalの規約に幻滅を感じ、他に移りたいと思っている人がそれらのサイトに流れている。